# برايان ماير
برايان ماير (بالإنجليزية: Brian Meyer)‏ (و. 1973 – م) هو محامي، وسياسي، من الولايات المتحدة الأمريكية، ولد في دوبوك، هو عضوٌ في الحزب الديمقراطي الأمريكي.

## مناصب
تولى منصب عضو مجلس نواب ولاية ايوا.

## التعليم
تعلم في جامعة دريك.